# Lotte Errell
Lotte Errell, eigentlich Lotte Sostmann, (* 1903 in Münster als Lotte Rosenberg; † 1991 in München) war eine deutsche Fotografin und Journalistin. Als solche war sie eine der ersten Frauen unter den frühen Reisejournalisten.

## Leben
Rosenberg, die sich selbst das Fotografieren beigebracht hatte, heiratete 1924 den Fotografen Richard Levy, der unter dem Pseudonym Richard Errell tätig war, und arbeitete in dessen Werbeatelier mit. Dort setzte sie ihr fotografisches Talent für gebrauchsgraphische Arbeiten ein, die sich insbesondere durch Fotomontage auszeichnen. 1928/1929 führte sie ihre erste Fotoreise durch und begleitete eine Filmexpedition unter Leitung der Ethnologin Gulla Pfeffer an die westafrikanische Goldküste in das heutige Ghana. Ihre hierbei entstandenen Fotografien wurden in zahlreichen Publikationen veröffentlicht. 1931 veröffentlichte sie ihre Reiseerinnerungen unter dem Titel Kleine Reise zu schwarzen Menschen.
Im Auftrag des Ullstein-Verlages bereiste sie 1932/1933 China. Nach ihrer Scheidung begleitete sie 1934 den schwedischen Erbprinzen Gustav Adolf im Auftrag der Nachrichtenagentur Associated Press für die Münchner Illustrierte Presse auf dessen offizieller Reise in den Iran. Dort wurde Lotte Errell wegen Spionageverdachts vorübergehend inhaftiert, nach kurzer Zeit jedoch wieder freigelassen. Ende des Jahres 1934 tätigte sie Reisen in den Irak und nach Kurdistan. Im Dezember desselben Jahres erhielt sie vom Reichsverband der Deutschen Presse das Verbot, in Deutschland journalistisch zu arbeiten. Errell verlegte daraufhin ihren Wohnsitz nach Bagdad. 1935 heiratete sie den in Bagdad lebenden Urologen Herbert Sostmann und unternahm bis 1937 weitere Reisen, unter anderem in die USA.
Nach Ausbruch des Zweiten Weltkrieges wurde sie im Irak für kurze Zeit interniert. 1941 versuchte sie erfolglos in die Vereinigten Staaten zu emigrieren. Es folgte erneut eine Verhaftung, unter dem Verdacht der Spionage für das Deutsche Reich. Zur selben Zeit entzog ihr selbiges die Staatsbürgerschaft. 
Im Juli 1942 wurde sie an die britischen Militärbehörden ausgeliefert und interniert. Erst in Palästina interniert, erfolgte später ihre Überstellung nach Kenia und Uganda. Im Mai 1944 wurde sie aus der Haft entlassen und kehrte nach Bagdad zurück.
Nach Ende des Zweiten Weltkrieges übersiedelte sie nach Palästina. Dort gab sie aus gesundheitlichen Gründen ihren Beruf auf. 1946 scheiterte der erneute Einwanderungsversuch in die Vereinigten Staaten. Errell und ihr Ehemann ließen sich in den 1950er Jahren in München nieder und verbrachten dort ihren Lebensabend. Lotte Errell, die seit 1981 verwitwet war, starb 1991.

## Veröffentlichungen
- Kleine Reise zu schwarzen Menschen (1931)